# キリスト教諸教派の一覧
キリスト教諸教派の一覧（キリストきょうしょきょうはのいちらん）は、キリスト教の諸教派（宗派）を、歴史的・教義的に関係するもので分類した一覧である。
また、各教派に所属する個々の教会組織・教団についても掲載する。

キリスト教諸教派の成立の概略を表す樹形図。更に細かい分類方法と経緯があり、この図はあくまで概略である事に注意。

## 東方教会

### 正教会（ギリシャ正教、東方正教会）

#### コンスタンティノープル総主教座との一致にある教会
- コンスタンティノープル総主教庁（コンスタンディヌーポリ総主教庁）
  - フィンランド正教会
  - エストニア使徒正教会（w:Estonian Apostolic Orthodox Church）
  - 韓国正教会
- アレクサンドリア総主教庁
- アンティオキア総主教庁
- エルサレム総主教庁
  - シナイ山正教会（w:Orthodox Church of Mount Sinai）
- キプロス正教会（w:Cypriot Orthodox Church）
- グルジア正教会
- ブルガリア正教会
- セルビア正教会
- モスクワ総主教庁（ロシア正教会）
  - ウクライナ正教会 (モスクワ総主教庁系)
  - 日本ハリストス正教会
  - 中国正教会
  - 在外ロシア正教会
- ギリシャ正教会
- ポーランド正教会
- アルバニア正教会
- ルーマニア正教会
- チェコ・スロバキア正教会
- アメリカ正教会
- ウクライナ正教会 (2018年設立)

#### コンスタンティノープル総主教座との一致にない教会
- マケドニア正教会
- モンテネグロ正教会
- 独立合法ウクライナ正教会（w:Ukrainian Autocephalous Orthodox Church Canonical）
- ベラルーシ独立正教会（w:Belarusian Autocephalous Orthodox Church）
- ギリシア純正正教信徒教会（w:Church of the Genuine Orthodox Christians of Greece）
- 古儀式派の諸教派
- カタコンベ系諸正教会

### 東方諸教会
- 東方諸教会

#### 非カルケドン派（オリエント正教）
※主流教派からは単性論教会と呼ばれてきたが、非カルケドン派は自らの教説を単性論ではなく合性論としており、そうした見解は他教会とも共有されつつある。
- 非カルケドン派正教会
  - アルメニア使徒教会
  - コプト正教会
    - エチオピア正教会
      - エリトリア正教会（w:Eritrean Orthodox Church）

  - シリア正教会
    - インドにおける非カルケドン派
    - マランカラ・シリア正教会（w:Malankara Orthodox Syrian Church）
    - ヤコブ派シリア・キリスト教会（w:Jacobite Syrian Christian Church）

  - 英国正教会 (w:British Orthodox Church)
  - マラバル独立シリア教会（w:Malabar Independent Syrian Church）

#### ネストリウス派
- ネストリウス派
  - アッシリア東方教会（w:Assyrian Church of the East）
  - トマス派
    - カルデア・シリア教会（w:Chaldean Syrian Church）

### その他東方系教会
- 霊的キリスト教
  - ドゥホボール派
  - モロカン派
  - 鞭身派
  - スコプツィ（去勢派）

## 西方教会

### カトリック

#### カトリック教会
- カトリック教会（ローマ・カトリック教会）
- 東方典礼カトリック教会（東方カトリック教会、帰一教会、w:Eastern Rite）
※東方典礼を守りつつ、ローマ教皇庁と一致、相互承認する教派。通常、東方教会に分類される。
  - アルバニア・ビザンチン典礼カトリック教会（w:Albanian Byzantine Catholic Church）
  - アルメニア典礼カトリック教会（w:Armenian Catholic Church）
  - イタロ＝アルバニアン・カトリック教会（w:Italo-Albanian Catholic Church）
  - ウクライナ東方典礼カトリック教会
  - エチオピア・カトリック教会（w:Ethiopian Catholic Church）
  - カルデア典礼カトリック教会（w:Chaldean Catholic Church）
  - ギリシャ・ビザンチン典礼カトリック教会（w:Greek Byzantine Catholic Church）
  - クロアチア東方典礼カトリック教会（w:Byzantine Church of Croatia, Serbia and Montenegro）
  - コプト典礼カトリック教会（w:Coptic Catholic Church）
  - シリア典礼カトリック教会（w:Syrian Catholic Church）
  - シリア＝マラバル典礼カトリック教会（w:Syro-Malabar Catholic Church）
  - シリア＝マランカラ典礼カトリック教会（w:Syro-Malankara Catholic Church）
  - スロヴァキア東方典礼カトリック教会（w:Slovak Greek Catholic Church）
  - ハンガリー東方典礼カトリック教会（w:Hungarian Greek Catholic Church）
  - ブルガリア東方典礼カトリック教会（w:Bulgarian Greek Catholic Church）
  - ベラルーシ東方典礼カトリック教会（w:Belarusian Greek Catholic Church）
  - マケドニア東方典礼カトリック教会（w:Macedonian Greek Catholic Church）
  - マロン典礼カトリック教会
  - メルキト・ギリシャ典礼カトリック教会（w:Melkite Greek Catholic Church）
  - ルーマニア東方典礼カトリック教会（w:Romanian Church United with Rome, Greek-Catholic）
  - ルテニア・カトリック教会（w:Ruthenian Catholic Church）
  - ロシア東方典礼カトリック教会（w:Russian Greek Catholic Church）

#### 独立カトリック教会
※「カトリック教会」を自認・自称するが、ローマ教皇庁と相互承認していない教派。（独立カトリック教会）
- 復古カトリック教会（w:Old Catholic Church）
  - ユトレヒト・ユニオン（w:Union of Utrecht (Old Catholic)）
    - オランダ復古カトリック教会（w:Old Catholic Church of the Netherlands）
    - ドイツ復古カトリック教会（w:Catholic Diocese of the Old Catholics in Germany）
    - オーストリア復古カトリック教会（w:Old Catholic Church of Austria）
    - スイス・キリスト者カトリック教会（w:Christian Catholic Church of Switzerland）
    - チェコ復古カトリック教会（w:Old Catholic Church of the Czech Republic）
    - ポーランド・カトリック教会（w:Polish-Catholic Church of the Republic of Poland）

  - クロアチア復古カトリック教会（w:Old Catholic Church of Croatia）
  - フランス復古カトリック・ミッション（w:Old Catholic Mission in France）
  - スウェーデン・デンマーク復古カトリック教会（w:Old Catholic Church in Sweden and Denmark）
  - イタリア復古カトリック教会（w:Old Catholic Church in Italy）
  - スロバキア復古カトリック教会（w:Slovak Catholic Church）
  - アメリカ復古ローマ・カトリック教会（w:Old Roman Catholic Church of America）
  - 北米復古カトリック教会（w:North American Old Catholic Church）
  - ポーランド国民カトリック教会（w:Polish National Catholic Church）
- 米国カトリック教会（w:American Catholic Church in the United States）
- カトリック・ライフ教会（w:Catholic Life Church）
- カナダ・カトリック・カリスマ教会（w:Catholic Charismatic Church of Canada）
- キリスト・カトリック教会（w:Christ Catholic Church）
- 中国天主教愛国会
- パルマ・カトリック教会(w:Palmarian Catholic Church）
- フィリピン・カトリック使徒教会（w:Catholic Apostolic Church(Philippines)）
- フィリピン独立教会（w:Philippine Independent Church）
- 福音カトリック（w:Evangelical Catholic）
  - アングロ・ルーサラン・カトリック教会（w:Anglo-Lutheran Catholic Church）
- ブラジル・カトリック使徒教会（w:Brazilain Catholic Apostolic Church）
- 自由カトリック教会（w:Free Catholic Church）
- マリアのまねび会教会（w:Mariavite Church）
- リベラル・カトリック教会（w:Liberal Catholic Church）

### 伝統系諸派
※「教派」を形成していない団体・集会も含む。
- ケルト系キリスト教
  - ケルト・カトリック教会（w:Celtic Catholic Church）
  - アイオナ共同体（w:Iona Community）
- テゼ共同体

### 聖公会（アングリカン・チャーチ）
- 聖公会
- アングリカン・コミュニオン（w:Anglican Communion）
  - イングランド国教会（英国国教会、英国聖公会）
  - 英国聖公会宣教協会（w:Church Mission Society）
  - スコットランド聖公会（スコットランド監督教会）（w:Scottish Episcopal Church）
  - アイルランド聖公会（w:Church of Ireland）
  - ウェールズ聖公会（w:Church in Wales）
  - スペイン改革監督教会（w:Spanish Reformed Episcopal Church）
  - ルシタニア・カトリック使徒福音教会（w:Lusitanian Catholic Apostolic Evangelical Church）
  - ヨーロッパ聖公会集会（w:Convocation of Episcopal Churches in Europe）
  - カナダ聖公会（w:Anglican Church of Canada）
  - 米国聖公会（アメリカ合衆国監督教会）（w:Episcopal Church (United States)）
  - 南アメリカ聖公会（w:Iglesia Anglicana del Cono Sud de las Americas）
  - メキシコ聖公会（w:Iglesia Anglicana de Mexico）
  - 西インド諸島聖公会（w:Church of the Province of the West Indies）
  - キューバ聖公会（w:Episcopal Church of Cuba）
  - ブラジル聖公会（w:Igreja Episcopal do Brasil）
  - 中米聖公会（w:Iglesia Anglicana de la Region Central America）（西: Iglesia Anglicana = 英: Anglican church）
  - 日本聖公会
  - 香港聖公会（w:Hong Kong Sheng Kung Hui）
  - 大韓聖公会（w:Anglican Church of Korea）
  - 台湾聖公会
  - フィリピン聖公会（w:Philippine Episcopal Church）
  - 東南アジア聖公会 （w:Church of the Province of South East Asia）
  - ミャンマー聖公会（w:Church of the Province of Myanmar
  - インド洋聖公会（w:Church of the Province of the Indian Ocean
  - エルサレム・中東聖公会（w:Episcopal Church in Jerusalem and the Middle East
  - スーダン聖公会 w:Episcopal Church of the Sudan
  - ケニア聖公会（w:Anglican Church of Kenya）
  - ナイジェリア聖公会（w:Church of Nigeria）
  - タンザニア聖公会（w:Church of the Province of Tanzania）
  - ルワンダ聖公会（w:Church of the Province of Rwanda）
  - ウガンダ聖公会（w:Church of Uganda）
  - ブルンディ聖公会（w:Church of the Province of Burundi）
  - 中央アフリカ聖公会（w:Church of the Province of Central Africa）
  - 西アフリカ聖公会（w:Church of the Province of West Africa）
  - 南部アフリカ聖公会（w:Church of the Province of Southern Africa）
  - オーストラリア聖公会（w:Anglican Church of Australia）
  - アオテアロア・ニュージーランド・ポリネシア聖公会（w:Anglican Church in Aotearoa, New Zealand and Polynesia）
  - パプアニューギニア聖公会（w:Anglican Church of Papua New Guinea）
  - メラネシア聖公会（w:Church of the Province of Melanesia）
- 分離聖公会（w:Schismatic Anglican Churches）
  - 英国自由教会（w:Free Church of England）
  - 北米聖公会（w:Anglican Church in North America）
  - 聖公会継続派教会（継続聖公会）(w:Continuing Anglican Church）
  - 聖公会アメリカ宣教会（w:Anglican Mission in America）
  - 南部聖公会（w:Southern Episcopal Church）
  - キリスト王管区聖公会（w:Anglican Province of Christ the King
  - カリスマ聖公会（w:Charismatic Episcopal Church）
  - 福音親交聖公会（w:Communion of Evangelical Episcopal Churches
  - 自由プロテスタント聖公会（w:Free Protestant Episcopal Church）
  - 改革聖公会（w:Reformed Episcopal Church）
  - アフリカオーソドックス教会（w:African Orthodox Church）

### プロテスタント

西方教会・宗教改革諸派の系統概略図
西方教会の宗教改革によって成立した聖公会、プロテスタント、アナバプテストについて上図より詳しい系統図であるが、これもあくまで大まかな流れであり、さらに細かい分類方法・経緯がある。

#### 初期プロテスタント
- ヴァルド派（w:Waldensians）
- ロラード派
- フス派
  - チェコ兄弟団（ボヘミア兄弟団）（w:Unity of the Brethren）

#### ルター派（ルーテル教会）
- ルーテル教会
- ルター派世界連盟
- ドイツ福音主義教会（合同教会）
  - ドイツ合同福音ルター派教会
    - バイエルン福音ルター派教会
    - 中部ドイツ福音主義教会
    - 北ドイツ福音ルター派教会
    - ザクセン福音ルター派州教会

  - 福音主義合同教会（合同教会）
    - ベルリン＝ブランデンブルク＝シュレージシェ・オーバーラウジッツ福音主義教会
    - 中部ドイツ福音主義教会

  - ヴュルテンベルク福音主義州教会（ルター派)
- オーストリア福音主義教会アウクスブルク信仰告白派
- マリア福音姉妹会
- スウェーデン国教会（w:Church of Sweden）
- ノルウェー国教会（w:Church of Norway）
- デンマーク国教会（w:Church of Denmark）
- アイスランド国教会（w:Church of Iceland）
- フィンランド福音ルター派教会
- エストニア教会（w:Church of Estonia）
- ラトビア福音ルター派教会（w:Evangelical Lutheran Church of Latvia）
- フランス福音ルター派教会（fr:Église évangélique luthérienne de France）
- ルター派告白教会（w:Church of the Lutheran Confession）
- 米国ルター派教会連合（w:American Association of Lutheran Churches）
- アメリカ福音ルター派教会（w:Evangelical Lutheran Church in America）
- 米国使徒ルター派教会（w:Apostolic Lutheran Church of America）
- 米国ルター派信者仲間教会（w:Church of the Lutheran Brethren of America）
- 米国福音派契約教会（w:Evangelical Covenant Church of America）（Swedish Evangelical Mission Covenant)
- 自由ルター派会衆連合（w:Association of Free Lutheran Congregations）
- 福音ルター派宗教会議（w:Evangelical Lutheran Synod）
- ルター派教会-ミズーリ教会会議（w:Lutheran Church - Missouri Synod）
- ウィスコンシン州福音ルター派宗教会議（w:Wisconsin Evangelical Lutheran Synod）
- レスタディウス派ルター派教会（w:Laestadian Lutheran Church）
- 米国ラトビア人福音ルター派教会（w:Latvian Evangelical Lutheran Church in America）
- ルター派教会-カナダ（w:Lutheran Church - Canada）
- カナダ福音ルター派教会（w:Evangelical Lutheran Church in Canada）
- ルター派オーストラリア教会（w:Lutheran Church of Australia）
- ルター派ニュージーランド教会（w:Lutheran Church of New Zealand）
- 南アフリカ福音ルター派教会（w:Evangelical Lutheran Church in South Africa）
- 日本福音ルーテル教会

#### 改革派教会・長老派教会
- ツヴィングリ派
- カルヴァン主義
- 改革派教会（w:Reformed churches）
  - オランダ改革派教会（w:Dutch Reformed Church）
  - スイス・プロテスタント教会連合（w:Federation of Swiss Protestant Churches）
  - ドイツ改革派教会（w:Reformed Church in the United States）
  - フランス改革派教会（fr:Église réformée de France
  - アルザス＝ロレーヌ改革派教会（w:Reformed Church of Alsace and Lorraine）
  - ハンガリー改革派教会（w:Reformed Church in Hungary）
  - クロアチア改革派キリスト教会（w:Reformed Christian Church in Croatia）
  - アメリカ改革派教会（w:Reformed Church in America）
  - 北米キリスト改革派教会（w:Christian Reformed Church in North America）
  - 北米国自由改革派教会（w:Free Reformed Churches of North America）
  - 正統キリスト改革派教会（w:Orthodox Christian Reformed Church）
  - 米国ハンガリー人改革派教会（w:Hungarian Reformed Church in America）
  - 米国プロテスタント改革派教会（w:Protestant Reformed Churches in America）
  - ヘリテージ改革派集合（w:Heritage Reformed Congregations）
  - カナダ・アメリカ改革派教会（w:Canadian and American Reformed Churches）
  - 抗議する協会（w:Remonstrant Brotherhood）
  - 合同改革派教会（w:United Reformed Church）
  - 北米合同改革派教会（w:United Reformed Churches in North America）
  - 福音主義合同教会（Union Evangelischer Kirchen）
    - リッペ州教会（改革派教会が多数派。ルター派も少数ながら属しているので、合同派と見なすことも出来る）
    - 福音主義改革派教会（バイエルン州および北西ドイツ福音改革派教会会議。ドイツ各地に散在している改革派教会を統括）
- 長老派教会（Presbyterian）
  - スコットランド国教会（w:Church of Scotland）
  - スコットランド自由教会（w:Free Church of Scotland）
  - スコットランド（継承）自由教会（w:Free Church of Scotland (Continuing)）
  - スコットランド自由長老教会（w:Free Presbyterian Church of Scotland）
  - スコットランド合同自由教会（w:United Free Church of Scotland）
  - アイルランド長老教会（w:Presbyterian Church in Ireland）
  - アイルランド改革長老教会（w:Reformed Presbyterian Church of Ireland）
  - イングランド・ウェールズ福音長老教会（w:Evangelical Presbyterian Church in England and Wales）
  - ウェールズ長老教会（カルヴァン主義メソジスト）（w:Presbyterian Church of Wales）
  - USA長老教会（w:Presbyterian Church (U.S.A.)）
  - 米国長老教会（w:Presbyterian Church in America）
  - 北米改革長老教会（w:Reformed Presbyterian Church of North America）
  - アメリカ合衆国長老教会（w:Presbyterian Church in the United States of America）
  - カンバーランド長老教会（w:Cumberland Presbyterian Church）
  - 聖書長老教会（w:Bible Presbyterian Church）
  - 連合改革長老派教会（w:Associate Reformed Presbyterian Church）
  - 正統長老教会（w:Orthodox Presbyterian Church）
  - 改革長老教会・カベナンター(w:Reformed Presbyterian Church） - Covenanted
  - アメリカ・コリア長老教会（w:Korean Presbyterian Church in America）
  - カナダ長老教会（w:Presbyterian Church of Canada）
  - オーストラリア長老教会（w:Presbyterian Church of Australia）
  - アオテアロア・ニュージーランド長老教会（w:Presbyterian Church of Aotearoa New Zealand）
  - 南アフリカ合同長老教会（w:Uniting Presbyterian Church in Southern Africa）
  - 大韓イエス教長老会（w:Presbyterian Church of Korea）
  - 台湾基督長老教会（w:Presbyterian Church in Taiwan）
  - 日本キリスト改革派教会（w:Reformed Church of Japan）
  - 聖書キリスト教会（w:The Biblical Church）
  - 日本長老教会（w:Presbyterian Church in Japan）

#### メソジスト系
- アルミニウス主義
- メソジスト（ウェスレー派）
  - メソジスト監督教会（w:Methodist Episcopal Church）
  - アメリカ南部メソジスト監督教会（w:Methodist Episcopal Church, South）
  - カナダ・メソジスト教会（w:Methodist Church of Canada）
  - 日本メソジスト教会
- 救世軍（w:The Salvation Army）

##### ホーリネス
- ホーリネス運動（w:Holiness movement）
- ホーリネス教会
  - チャーチ・オブ・ゴッド (ホーリネス)（w:Church of God (Holiness)）
  - 日本ホーリネス教団

#### ペンテコステ派
- ペンテコステ派（w:Pentecostalism）
  - アッセンブリーズ・オブ・ゴッド（w:Assemblies of God）
  - 純福音派
  - 国際フォースクエア伝道教会（w:International Church of the Foursquare Gospel）
  - オーストラリア・キリスト教会

#### バプテスト
- バプテスト
  - ジェネラル・バプテスト（w:General Baptists）
  - パティキュラー・バプテスト（w:Particular Baptists）
    - 米国バプテスト同盟（旧称 北部バプテスト同盟）（w:American Baptists）
    - 南部バプテスト連盟（w:Southern Baptists）

  - セブンスデー・バプテスト（w:seventh-day baptists）

#### プロテスタント諸派
- 会衆派教会（組合派）
  - アメリカン・ボード（w:American Board of Commissioners for Foreign Missions）
  - 日本組合基督教会
- ディサイプルス
- モラヴィア兄弟団
  - キリスト再来信仰者連合会（シェイカー）（w:united society of believers in christ's second appearing）
- エヴァンジェリカル・オーソドックス教会（w:Evangelical Orthodox Church）
- 東方プロテスタント教会（w:Eastern Protestant Christianity）
  - マランカラ・マール・トマ・シリア教会（w:Malankara Mar Thoma Syrian Church）－聖公会とフル・コミュニオン
  - インド聖トマス福音教会（w:St. Thomas Evangelical Church of India）

#### プロテスタント合同教会
- 合同教会
- ドイツ福音主義教会（Evangelische Kirche in Deutschland）
  - 福音主義合同教会（Union Evangelischer Kirchen）
- オランダ・プロテスタント教会（nl:Protestantse Kerk in Nederland）
- フランス統一プロテスタント教会（fr:Église protestante unie de France）
- カナダ連合教会（w:United Church of Canada）
- キリスト連合教会（w:United Church of Christ）
- オーストラリア連合教会（w:Uniting Church in Australia）
- 日本基督教団（w:United Church of Christ in Japan）
- 中国基督教協会（zh:中国基督教协会）
- 三自愛国教会（zh:三自爱国教会）
- バングラデシュ教会（w:Church of Bangladesh）
- パキスタン教会（w:Church of Pakistan）
- 北インド教会（w:Church of North India）
- 南インド教会（w:Church of South India）

### アナバプテスト（再洗礼派）
- アナバプテスト（w:Anabaptists）
- アーミッシュ（アマン派）（w:Amish）
  - メノナイト派（w:Mennonites）
- ブレザレン教会（w:Church of the Brethren）
- フッター派（フッタライト）（w:Hutterites）
  - アフリカ独立教会（w:African Independent Churches）（AICs)

### その他宗教改革派
※一般的にはプロテスタント（宗教改革派）の流れに含まれるが、プロテスタントに分類されない第三極であるとすることもある、若しくは自らそのように主張する教派。
- クエーカー（w:Quakers）
  - フレンド派（キリスト友会）（w:Religious Society of Friends）
- セブンスデー・アドベンチスト教会
- ラディカル・リフォーメーション（根本的宗教改革）
  - ランドマーク・バプテスト
    - 日本バプテスト連合
- 無教会主義

## その他の教派
- ユニテリアン主義
  - ソッツィーニ派（ポーランド兄弟団） - 歴史上の教派、ユニテリアンの先駆
  - キリスト・アデルフィアン派（w:Christadelphians）
  - ユニテリアン・ユニヴァーサリズム
    - 同仁キリスト教会（基督教同仁社団）
- 新教会（新エルサレム教会，スウェーデンボルグ派）
- キリスト者共同体
- メシアニック・ジュダイズム

### 歴史上の教派・思想潮流
必ずしも組織的に「教派」「派」を形成したものばかりではなく、思想潮流の総称も含む。
- グノーシス主義
- マルキオン派
- モンタノス派
- サベリウス派
- アポリナリオス主義
- アリウス派
- ペラギウス主義
- ボゴミル派
- カタリ派（アルビジョワ派）
- キエティスム（静寂主義）
- ジャンセニスム

### 総論
- E. ケアンズ（wikidata）『基督教全史―初代から現代まで』聖書図書刊行会、1957年。
- ヘンリー・ベッテンソン（英語版）『キリスト教文書資料集』聖書図書刊行会、1988年。
- 八木谷涼子『知って役立つキリスト教大研究』 新潮OH!文庫 2001年。ISBN 978-4-10-290133-5(4-10-290133-7)

### 各論
- ウィリアム・ウッド『モルモン教とキリスト教』いのちのことば社、1989年。
- ウィリアム・ウッド『異端の反三位一体論に答える「エホバの証人」を中心として』いのちのことば社、1990年。
- メンデル・テイラー、小出忍ほか共訳『伝道の歴史的探究』福音文書刊行会、1991年。
- ガエタノ・コンプリ『ゆがめられたキリスト-エホバの証人、モルモン教、原理運動』ドン・ボスコ社、1993年。
- ヘンリク・デンツィンガー著、浜寛五郎訳『カトリック教会文書資料集-信経および信仰と道徳に関する定義集（改訂版）』エンデルレ書店、1996年。
- 中村敏『日本キリスト教宣教史―ザビエル以前から今日まで』いのちのことば社、2009年。
- 内田和彦『キリストの神性と三位一体―「ものみの塔」の教えと聖書の教え』いのちのことば社、2003年。ISBN 4264021278